# Пітон ієрогліфий
Пітон ієрогліфий (Python sebae) — неотруйна змія з роду пітон родини пітони. Інша назва «африканський скельний пітон» «пітон Себи». Етимологія: пітон названий на честь нідерландського фармацевта, зоолога та колекціонера Альберта Себа (нід. Albertus Seba).

## Опис
Загальна довжина може сягати понад 10 м, хоча звичайні розміри 3—5 м. Вага сягає 100 кг. Тулуб досить стрункий. На голові розташовується трикутна пляма зверху й темна смуга через око. На тулубі присутні хитромудрий малюнок, що складається з нешироких зигзагоподібних смуг на спині й з боків, з'єднаних перемичками на спині, які супроводжуються рядками темних плям з боків. Часто по сіро-коричневій з жовтувато-бурим відтінком поверхні спини проходить 1—3 темні смуги з розкиданими світлими плямами.

## Спосіб життя
Полюбляє саванні та лісові масиви. Активний вночі. Добре лазить по деревах та добре плаває. Харчується гризунами, птахами, ссавцями великого розміру, зокрема антилопами. Здатен тривалий часто не їсти.
Це яйцекладна змія. Самиця відкладає 30—50 (дуже рідко 100) яєць. Молоді пітони з'являються через 3 місяці.
Тривалість життя до 30 років.

## Розповсюдження
Мешкає по всій Африці на південь від пустелі Сахара.